# Szombatság község
Szombatság község (románul: Comuna Sâmbăta) község Bihar megyében, Romániában. Központja Szombatság, beosztott falvai Csékehodos, Kapocsány, Kerekesfalva, Törpefalva, Venterrogoz.

## Népessége
A 2011-es népszámlálás adatai alapján a község népessége 1475 fő volt.